# 大马NTV7金视奖
NTV7金視奬頒獎典禮（英語：Golden Awards）是两年一度馬來西亞的中文电视传播界一项具代表性的盛事，设奖目的在于奖励杰出的电视从业人员以及电视艺人，使其成为马来西亚中文电视界最高荣誉以及最具威望的颁奖典礼。由馬來西亞私營電視台ntv7於2010年創辦。主要颁发电视剧、非电视剧、观众票选及传媒推荐大奖，4大类别共37个奖项，得奖名单将在颁奖典礼当场揭晓，透过ntv7现场直播。

## 歷屆金視獎列表
| 屆數 | 頒獎日期      | 大會司儀       | 舉辦地點                |
| ---- | ------------- | -------------- | ----------------------- |
| 1    | 2010年9月25日 | 李欣怡、王禄江 | 布城国际会展中心        |
| 2    | 2012年9月22日 | 李欣怡、王禄江 | 布城国际会展中心        |
| 3    | 2014年9月20日 | 林佩盈         | 布城国际会展中心        |
| 4    | 2017年5月20日 | 李欣怡         | 实达城市会展中心1&2大厅 |

## 外部連結
- 大马金视奖 官方網站 （页面存档备份，存于）